# 大和町 (板橋区)
大和町（やまとちょう）は、東京都板橋区の町名。丁目の設定がない単独町名である。全域で住居表示が実施されている。

## 地理
板橋区の南東部に位置する。南端で石神井川に接する。北で宮本町、東で本町、南で石神井川を隔てて対岸に氷川町、西で双葉町に隣接する。約0.2haと狭小な町域を持つ。町域の北部を東京都道318号環状七号線（環七通り）が東西に、西辺を国道17号（中山道）と首都高速5号池袋線が南北に通じている。

### 地形
武蔵野台地成増台に位置しているが、石神井川に向けて南方向に下り勾配で、急峻な高低差を持つ街路も見られる。

### 地価
住宅地の地価は、2025年（令和7年）1月1日の公示地価によれば、大和町35-15の地点で56万3000円/m2となっている。

## 歴史
廃藩置県実施前は、武蔵国豊島郡下板橋宿。中山道板橋宿西側の丘陵地帯であった。

### 沿革
- 1695年（元禄8年）：中用水建設。石神井川の水をくみ上げ、下板橋村・十条村・稲付村・赤羽村など、現在の板橋区および北区赤羽地区七ヶ村の田畑水利として活用された。
- 1749年（寛延2年）：五十宮倫子（いそのみやともこ）女王が、徳川家治将軍との婚儀に赴く行列が縁切榎前を通過しないための迂回路（根村道）が、現在の当町域内に普請される。
  - 迂回路は1804年（文化元年）の楽宮（さざのみや）喬子女王と徳川家慶将軍の婚儀、1861年（文久2年）の和宮親子（かずのみやちかこ）内親王と徳川家茂将軍との婚儀の際にも使用された。現在の国際興業バス富士見町停留所付近から環七通りを渡り、当町域と双葉町との境を下り、日曜寺から愛染通りを経て上宿に至る道であった。
  - 和宮親子内親王の際には、「縁切榎の周りを菰で覆い、見えなくさせた上で通行させた」という俗説があるが、板橋宿仲宿名主、飯田侃（かん）家の古文書に、この時も先例に倣い根村道を通行したことが記録されている。菰覆いの伝承は、宿泊受け入れの際に飯田侃家が「不浄の物は筵で覆うこと」という通達を宿場関係者に出したことと混同されて発生したものと考えられている[7]。
- 1871年（明治4年）11月：浦和県から東京府に編入。大区小区制実施。
- 1878年（明治11年）：郡区町村編制法により北豊島郡が設置され、東京府北豊島郡下板橋宿となる。
- 1889年（明治22年）4月1日：市制町村制施行により、東京府北豊島郡板橋町大字下板橋となる。
- 1932年（昭和7年）10月1日：東京府内市郡併合による板橋区発足に伴い、東京府東京市板橋区（旧）板橋町八丁目および十丁目となる（1943年8月1日 東京都制施行）。
- 1933年（昭和8年）～1937年（昭和12年）：中山道の新道（国道17号）敷設工事実施。[8]石神井川に新板橋が架橋される。[9]
- 1930年代：板橋乗合自動車（後に東都乗合自動車を経て、戦後は国際興業バスに統合）が、練馬横丁（現在の大和町停留所付近） - 豊島園間の路線バスを運行する。[10]
- 1944年（昭和19年）：都電志村線開通。新板橋（後に板橋町十丁目を経て板橋本町に改称）・富士見通（後の大和町）停留場開設。[11]
- 1946年（昭和21年）：同潤会富士見病院開院。
- 1956年（昭和31年）4月1日：地番整理により、（旧）板橋町八丁目・十丁目および志村清水町の一部地域が大和町に再編される。[12]
- 1964年（昭和39年）：東京都道318号環状七号線（環七通り）開通。
- 1965年（昭和40年）8月23日：環七通り大和町陸橋竣工、国道17号と立体交差となる。
- 1966年（昭和41年）5月28日：都電志村線廃止（最終運行日）。
- 1968年（昭和43年）12月27日：都営地下鉄6号線開通、板橋本町駅開業。
- 1977年（昭和52年）8月19日：首都高速5号池袋線北池袋出入口 - 高島平出入口開通。
- 2007年（平成19年）：YUMEパーク大和町開設。

## 世帯数と人口
2025年（令和7年）3月1日現在（板橋区発表）の世帯数と人口は以下の通りである。
- 世帯数 : 3,584世帯
- 人口 : 5,449人

### 人口の変遷
国勢調査による人口の推移。
| 年                 | 人口  |
| ------------------ | ----- |
| 1995年（平成7年）  | 4,791 |
| 2000年（平成12年） | 4,736 |
| 2005年（平成17年） | 4,676 |
| 2010年（平成22年） | 4,760 |
| 2015年（平成27年） | 4,892 |
| 2020年（令和2年）  | 5,295 |

### 世帯数の変遷
国勢調査による世帯数の推移。
| 年                 | 世帯数 |
| ------------------ | ------ |
| 1995年（平成7年）  | 2,171  |
| 2000年（平成12年） | 2,315  |
| 2005年（平成17年） | 2,360  |
| 2010年（平成22年） | 2,688  |
| 2015年（平成27年） | 2,849  |
| 2020年（令和2年）  | 3,307  |

## 学区
区立小・中学校に通う場合、学区は以下の通りとなる（2021年8月時点）。
- 区域 : 全域
  - 小学校 : 板橋区立板橋第八小学校
  - 中学校 : 板橋区立板橋第三中学校

## 事業所
2021年（令和3年）現在の経済センサス調査による事業所数と従業員数は以下の通りである。
- 事業所数 : 161事業所
- 従業員数 : 1,385人

### 事業者数の変遷
経済センサスによる事業所数の推移。
| 年                 | 事業者数 |
| ------------------ | -------- |
| 2016年（平成28年） | 174      |
| 2021年（令和3年）  | 161      |

### 従業員数の変遷
経済センサスによる従業員数の推移。
| 年                 | 従業員数 |
| ------------------ | -------- |
| 2016年（平成28年） | 1,231    |
| 2021年（令和3年）  | 1,385    |

## 交通

### 鉄道
- 東京都交通局

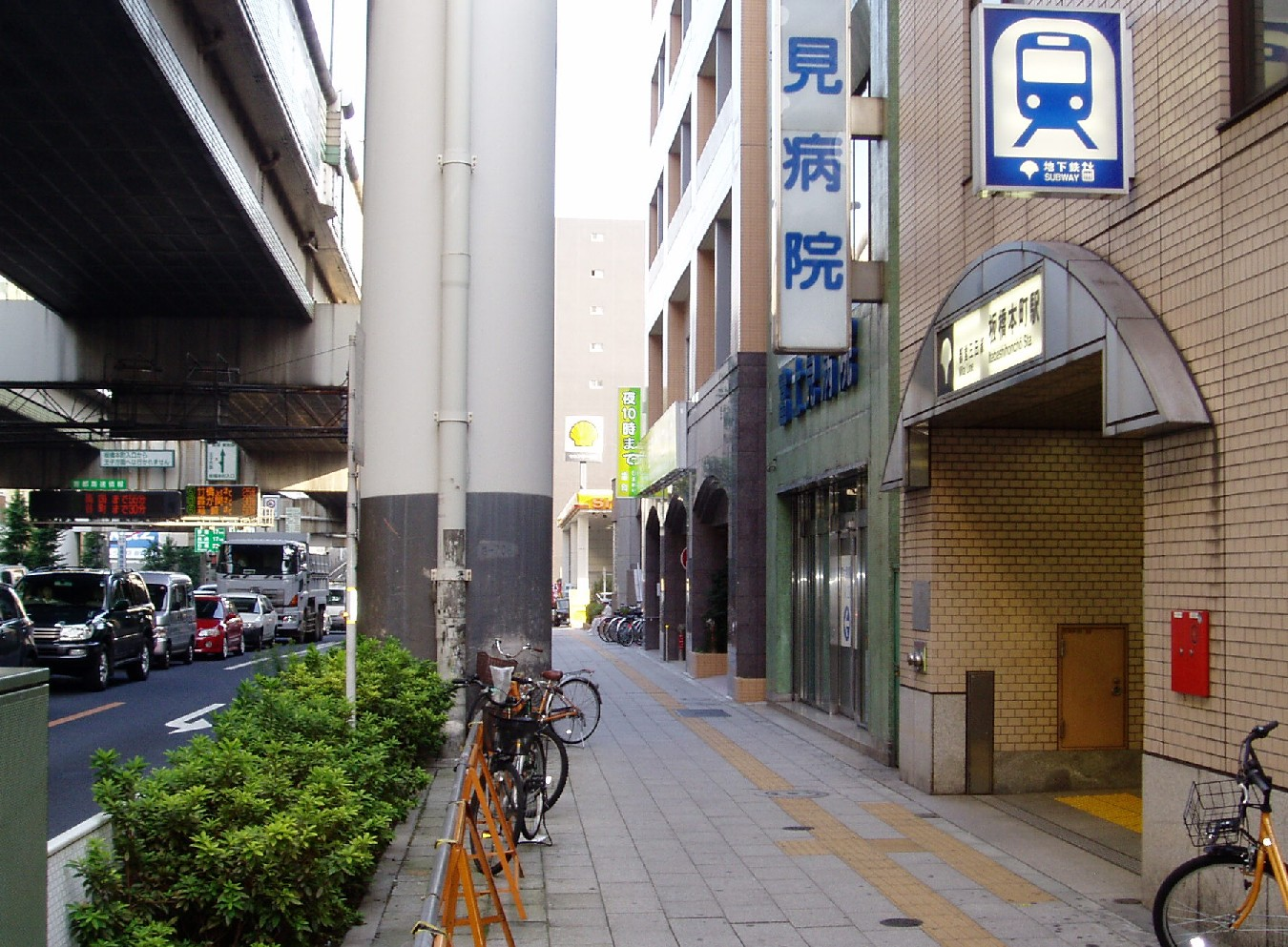
板橋本町駅A3出入口

  - 都営地下鉄三田線：板橋本町駅 全列車が停車する。
    - 南行：巣鴨・日比谷・目黒方面　東急目黒線経由で、日吉駅まで直通運転。
    - 北行：志村坂上・西高島平方面

### バス
- 本項では、大和町停留所については中山道を経由する系統のみを記す。環七通りを経由する系統（国際興業バス・関東バス赤31・都営バス王78・国際興業バス王54）の大和町停留所は、大和町陸橋東側の側道合流地点（本町10番地および12番地）に設けられており、当町域（大和町交差点）からはおよそ300m離れている。本町 (板橋区)を参照。
- 国際興業バス　
  - 大和町・上宿（旧称：板橋本町）：池20 池袋駅西口行き・高島平操車場行き、池21 池袋駅西口行き・舟渡町経由高島平駅行き、赤51　西が丘経由赤羽駅西口行き・サンシャインシティ経由池袋駅東口行き、赤57 トンネル経由赤羽駅西口行き・日大病院行き
    - 大和町停留所では、地下鉄板橋本町駅乗り換えの案内がなされている。

### 道路
- 国道17号（中山道）
- 首都高速5号池袋線
- 東京都道318号環状七号線（環七通り）

### 橋梁
- 堰の上橋
- 新板橋：国道17号の石神井川上に架けられている橋。旧中山道にかかる「板橋」に対して「新板橋」の意。都営地下鉄三田線新板橋駅とは、位置も由来（建設当時の国鉄板橋駅に対して新板橋駅）も異なる。

## 施設
- 智清寺：中用水の石橋（1714年架橋）が境内に遺されている。
- 光明山愛染院日曜寺：愛染明王を本尊とする。藍染業者の信仰が篤い。
- 同潤会富士見病院
- 板橋区立板橋保育園
- YUMEパーク大和町：旧第一勧業銀行跡地を整備した公園。

## その他

### 日本郵便
- 郵便番号 : 173-0012[3]（集配局 : 板橋郵便局[22]）。